# Сапон, Владимир Николаевич
Владимир Николаевич Сапон (20 июля 1951, Рудка, Черниговская область — 3 октября 2017) — украинский писатель, журналист, краевед, член Национального союза писателей Украины, Заслуженный журналист Украины (1998).

## Биография
Окончил филологический факультет Нежинского пединститута им. М. Гоголя.
Более трех десятилетий работал журналистом в Чернигове, в частности, в областных газетах «Гарт» и «Деснянская правда».
В 1992 вместе с коллегами основывал журнал «Чернигов» (с 1993 года выходит под названием «Литературный Чернигов»). С того времени — член редколлегии этого журнала. Член Национального союза писателей (с 2004) и Национального союза краеведов Украины.

## Работы
- поэтические сборники «Звезда на пилотке» (1985), «Замковая гора» (2001), «Щаслава» (2009), «Мама Нина из Ниневии»,
- детский сборник «Лесная аптека» (2004),
- историко-краеведческие книги «Забытые тропы сиверянськой Клио» (2003), «Чернигов древний и современный» (2003, 2006), «Седнев» (2004), «Тайны названий наших сел и городов»(2005), «Улицы старого Чернигова» (2007), «Мед и полынь истории» (2013), «Моя Шевченкиана» (2014),
- художественно-публицистическая книга «Кое-что из дневника» (2011), «Страсбургский пирог» (2013).
- соавтор «Путешествие по вертикали» (1994, с Николаем Будлянським), «Одиссея Юрия Лисянского» (2012, с Виктором Шевченко) и других

##### Отдельные издания
1. Звезда на пилотке: стихи / аннотация Сек. Репейника. — К. Советов. писатель, 1985. — 70 с.: ил. портр. — (Первая кн. поэта).
2. Путешествие по вертикали: [докум. проза]. — Чернигов: РИК «Деснян. правда», 1994. — 80 с. Соавт.: М. Будлянский.
3. Белые халаты — цвет надежды: [докум. проза]. — Чернигов: РИК «Деснян. правда», 1996. — 48 с. Соавт.: М. Будлянский.
4. Замковая гора: стихи. / ред. Сек. Репейник. — Чернигов: Чернигов. обереги, 2001. — 56 с.
5. Забытые тропы сіверянської Клио: ист.-краев. очерки. — Чернигов: РИК «Десн. правда», 2003. — 56 с.
6. Чернигов древний и современный: путеводитель. — Чернигов: РИК «Деснян. правда», 2003. — 64 с. — (Укр., рус., англ. языках).
7. Седнев: ист.-краев.н. этюды. — Нижин: ТОВ "Вид-во «Аспект-Полиграф», 2004. — 100 с.
8. Лесная аптека: [стихи для малышей] / худож. В. Мухина, А. Мясникова. — Чернигов: РИК «Деснян. правда»,
9. 2004. — 12 с.
10. Чернигов древний и современный: путеводитель / 2-е изд. — Чернигов: РИК «Деснян. правда», 2006. — 64 с.: ил. — (Исторические достопримечательности Чернигова). — (Укр., англ. языках).
11. Тайны названий наших городов и деревень: ист. топонимика Черниговщины. — Чернигов: Чернигов. обереги, 2005. — 64 с.
12. Улицы старого Чернигова: ист.-краев.. этюды. — Чернигов: РИК «Десн. правда», 2007. — 128 с.: ил.
13. Щаслава: поэзия, произведения для детей, проза / худож. Ф. Кравчук. — Чернигов: Чернигов. обереги, 2009. — 160 с.
14. Кое-что из дневника: публицистика. — Чернигов: Чернигов. обереги, 2011. — 128 с.
15. Одиссея Юрия Лисянского: ист. очерк. — Нежин: ПП Пилипенко Н. В. , 2012, — 40 с.
16. Меды и полыни истории: ист.-краев. очерки. — Чернигов: Десна Полиграф, 2013, — 208 с.
17. Страсбургский пирог: ежедневников проза и эссе, — Чернигов: Десна Полиграф, 2013, — 104 с.
18. Моя Шевченкиана: публицистика, стихи, проза, — Чернигов: Издатель Лозовой В. М., 2014, — 56 с.
19. Мама Нина из Ниневии: лирика недавних и прошлых лет. — Чернигов: Десна-Полиграф, 2015, — 72 с.

## Награды
- Лауреат премий имени Михаила Коцюбинского, Леонида Глебова, Пантелеймона Кулиша, Олексы Десняка, Василия Голубого и Ивана Кошеливца.
- Заслуженный журналист Украины (1998).